# 海爾鎮區 (伊利諾伊州麥克多諾縣)
海爾鎮區（英語：Hire Township）是位於美國伊利諾伊州麥克多諾縣的一個行政鎮區。

## 地方資料
根據2010年美國人口普查的數據，海爾鎮區的面積為98.00平方千米，當中陸地面積為97.90平方千米，而水域面積為0.10平方千米。當地共有人口218人，而人口密度為每平方千米2.22人。